# Gregory Joseph
Gregory Joseph (né le 6 avril 1988) est un coureur cycliste belge, professionnel en 2010 et 2011 au sein de l'équipe Topsport Vlaanderen-Mercator.

## Biographie

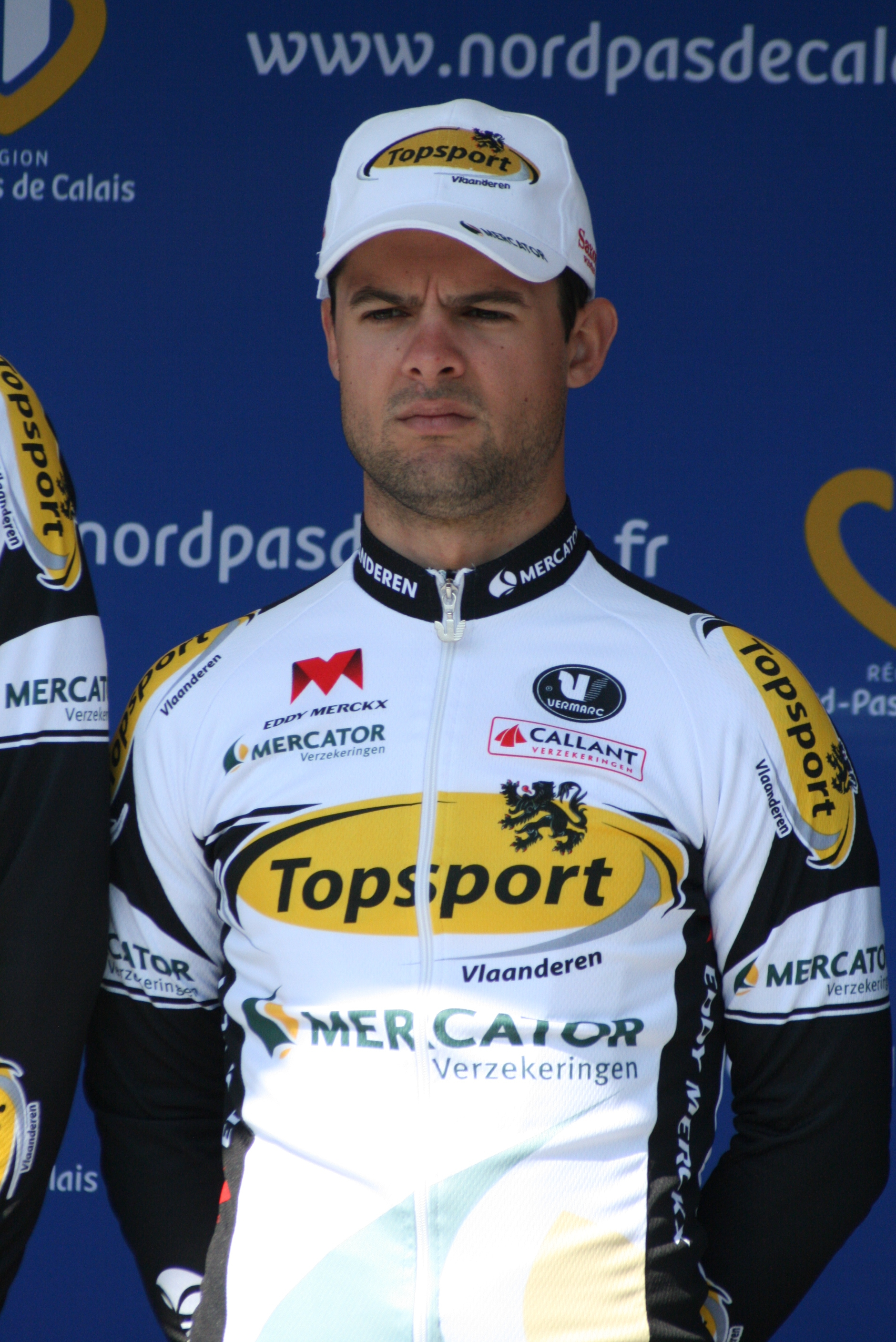
Gregory Joseph lors des Quatre Jours de Dunkerque 2011.

## Palmarès et classements mondiaux

### Palmarès
- 2003
  -  Champion de Belgique sur route débutants
  - 3e étape du Critérium Européen des Jeunes
- 2004
  -  Champion de Belgique sur route débutants
- 2005
  - 3e étape de la Ster van Zuid-Limburg
  - 9e du championnat du monde sur route juniors
- 2006
  - 3e de la Ster van Zuid-Limburg
  - 3e du Tour des Flandres juniors
- 2007
  - 4e étape du Tour de la province d'Anvers
- 2008
  - 5e étape du Tour du Brabant flamand
- 2009
  - 2e étape du Tour de la province d'Anvers
  - 2e du Grand Prix de la ville de Geel
- 2010
  - 2e du Samyn
  - 3e de la Beverbeek Classic

### Classements mondiaux
| Année                                 | 2007 | 2008  | 2009 | 2010 |
| ------------------------------------- | ---- | ----- | ---- | ---- |
| UCI Europe Tour                       | 765e | 1139e | 652e | 196e |
|                                       |      |       |      |      |
| Légende : nc = non classéSource : UCI |      |       |      |      |